# Liste der Gerichtsbezirke in La Rioja
Dies sind die Gerichtsbezirke in der autonomen Region La Rioja, Spanien.

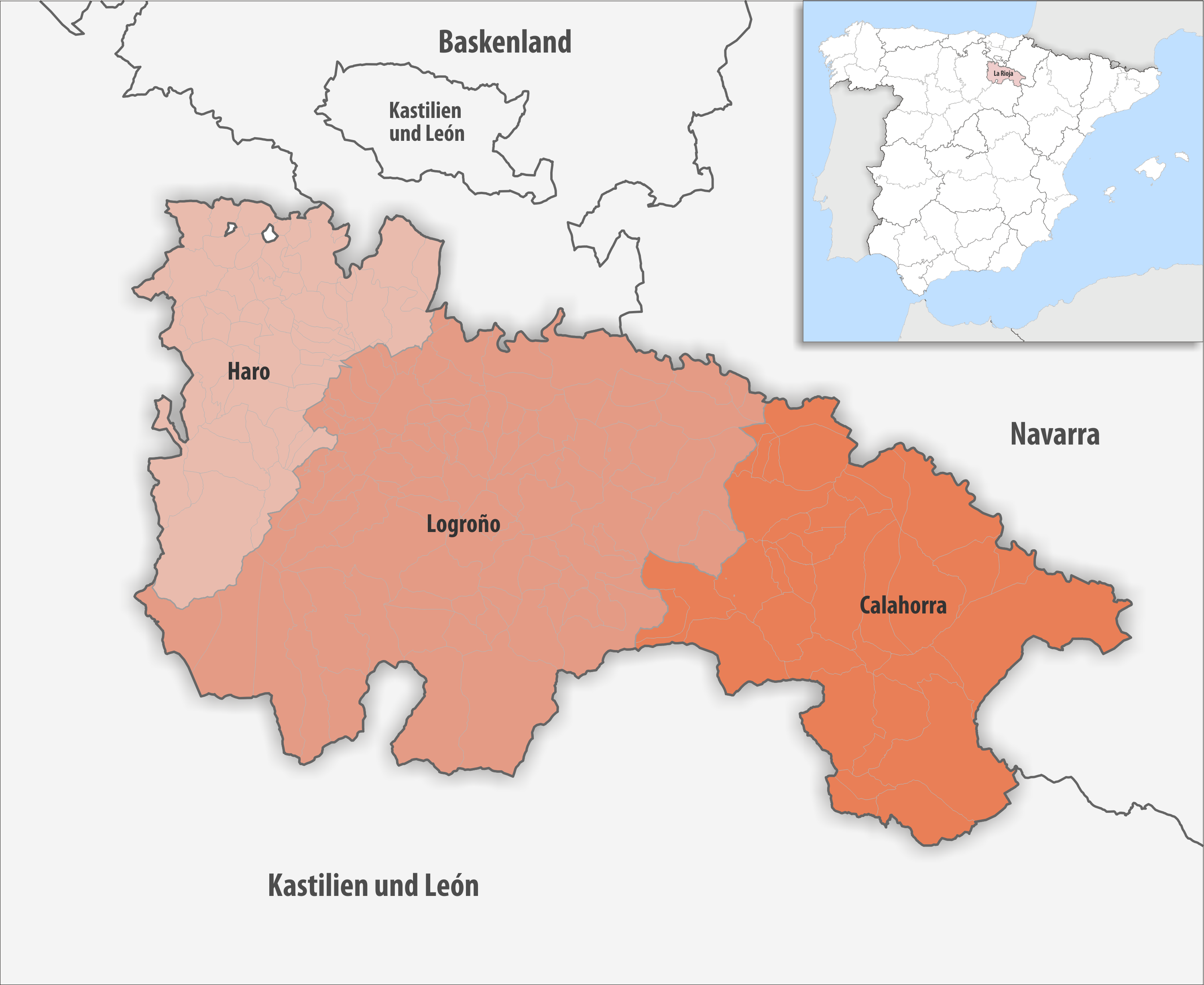
Gerichtsbezirke in der autonomen Gemeinschaft La Rioja

| Gerichtsbezirk   | Gemeinden | Einwohner (2024) | Fläche km² | Dichte Einw./km² | Hauptquartier |
| ---------------- | --------- | ---------------- | ---------- | ---------------- | ------------- |
| Calahorra        | 34        | 76.700           | 1.556,38   | 49               | Calahorra     |
| Haro             | 49        | 30.947           | 991,48     | 31               | Haro          |
| Logroño          | 91        | 216.752          | 2.497,19   | 87               | Logroño       |
| Provinz La Rioja | 174       | 324.399          | 5.045,05   | 64               | Logroño       |